# Colaphus tenuipes
Colaphus tenuipes (лат.) — вид жуков из подсемейства хризомелин семейства листоедов.

## Описание
Бронзово-чёрные жуки длиной тела 3,5-4,5 мм с красными голенями. От близкого вида Colaphus joliveti отличается утолщенными бёдрами у самцов. Кроме того переднеспинка Colaphus tenuipes менее блестящая, чем переднеспинка, у Colaphus joliveti верх однородно блестящий.

## Распространение
Распространён в Марокко.